# Хань Сюэчжэнь
Хань Сюэчжэ́нь (кит. упр. 韩雪振, пиньинь Hán Xuězhèn; род. 28 апреля 1999, Цисянь, Кайфын, Хэнань, Китай) — китайский боксёр-любитель, выступающий в тяжёлой весовой категории. Серебряный призёр Азиатских игр (2022), многократный победитель и призёр международных и национальных турниров в любителях.

## Биография
Хань Сюэчжэнь родился 28 апреля 1999 года в уезде Цисянь, городского округа Кайфын, в провинции Хэнань КНР.

## Любительская карьера
В возрасте 12 лет он поступил в школу боевых искусств Таго, но, в отличие от своих сверстников, которые сосредоточились на стиле рукопашного боя Ушу-Саньда, решил заняться боксом. В 2015 году школа выбрала его в сборную провинции Хэнань по боксу.

### 2020 год
В марте 2020 года, в Аммане (Иордания) участвовал на квалификационном турнире от Азии/Океании к Олимпийским играм 2020 года, в весе до 91 кг, но в 1/8 финала соревнований по очкам (1:4) проиграл опытному иранцу Туфану Шарифи.

### 2023 год
В мае 2023 года, в Ташкенте (Узбекистан) участвовал на чемпионате мира в весе до 92 кг, где он в 1/16 финала соревнований по очкам раздельным решением судей (4:1) победил опытного хорвата Марко Чалича, но затем в 1/8 финала по очкам единогласным решением судей (0:5) проиграл опытному россиянину Муслиму Гаджимагомедову, который в итоге стал чемпионом мира 2023 года.
В октябре 2023 года стал серебряным призёром Азиатских игр в Ханчжоу (Китай), в весе до 92 кг, и завоевал право на выступление на Олимпийских играх 2024 года, где он в четвертьфинале по очкам раздельным решением судей (4:1) победил опытного узбека Лазизбека Муллажонова. Затем в полуфинале по очкам единогласным решением судей (5:0) победил казахстанского боксёра Сагындыка Тогамбая, но в финале по очкам раздельным решением судей со счетом 2:3 проиграл таджику Давлату Болтаеву.